# Mammendorfer Straße 7 (Jesenwang)

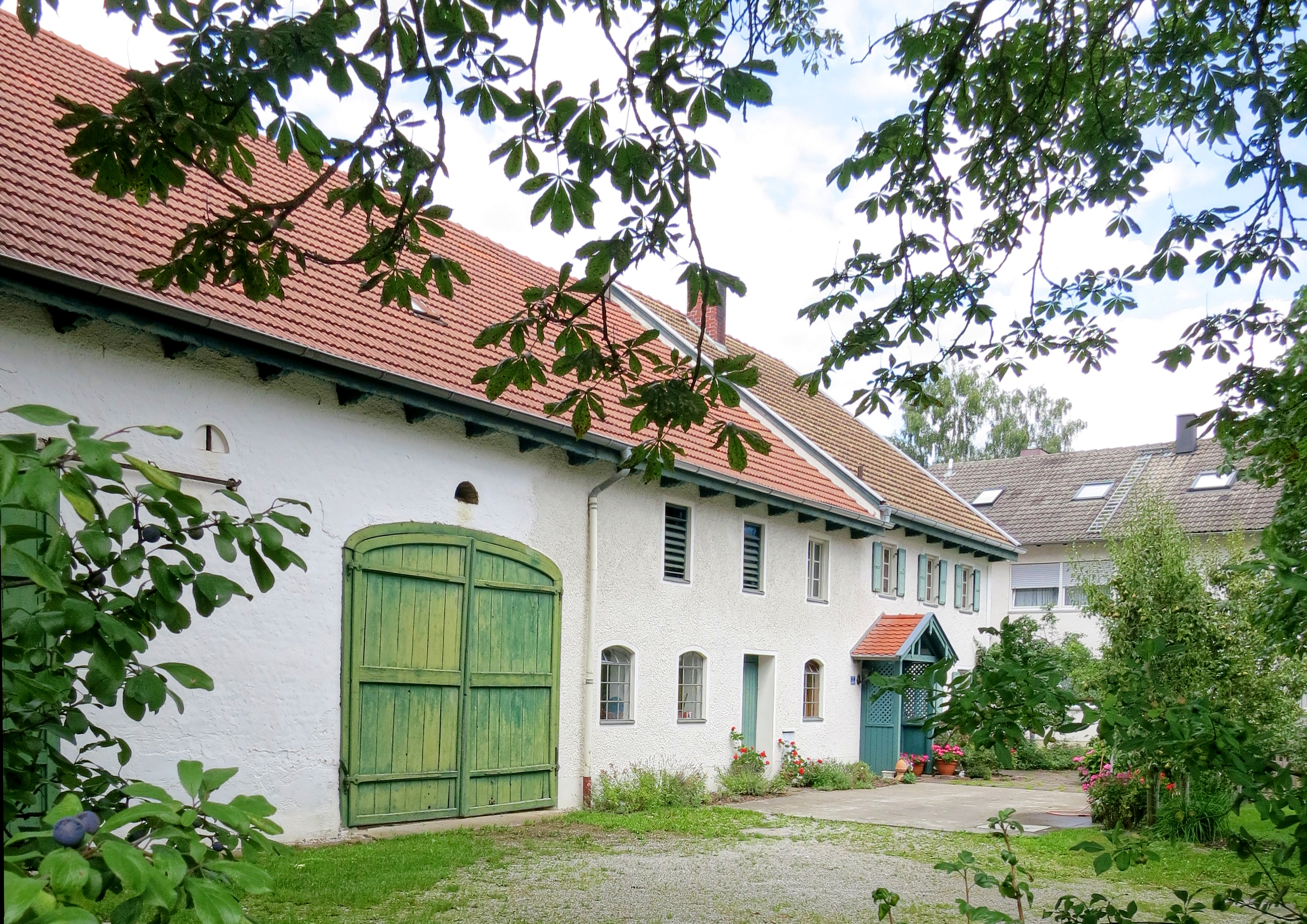
Ehemaliges Bauernhaus Mammendorfer Straße 7 in Jesenwang

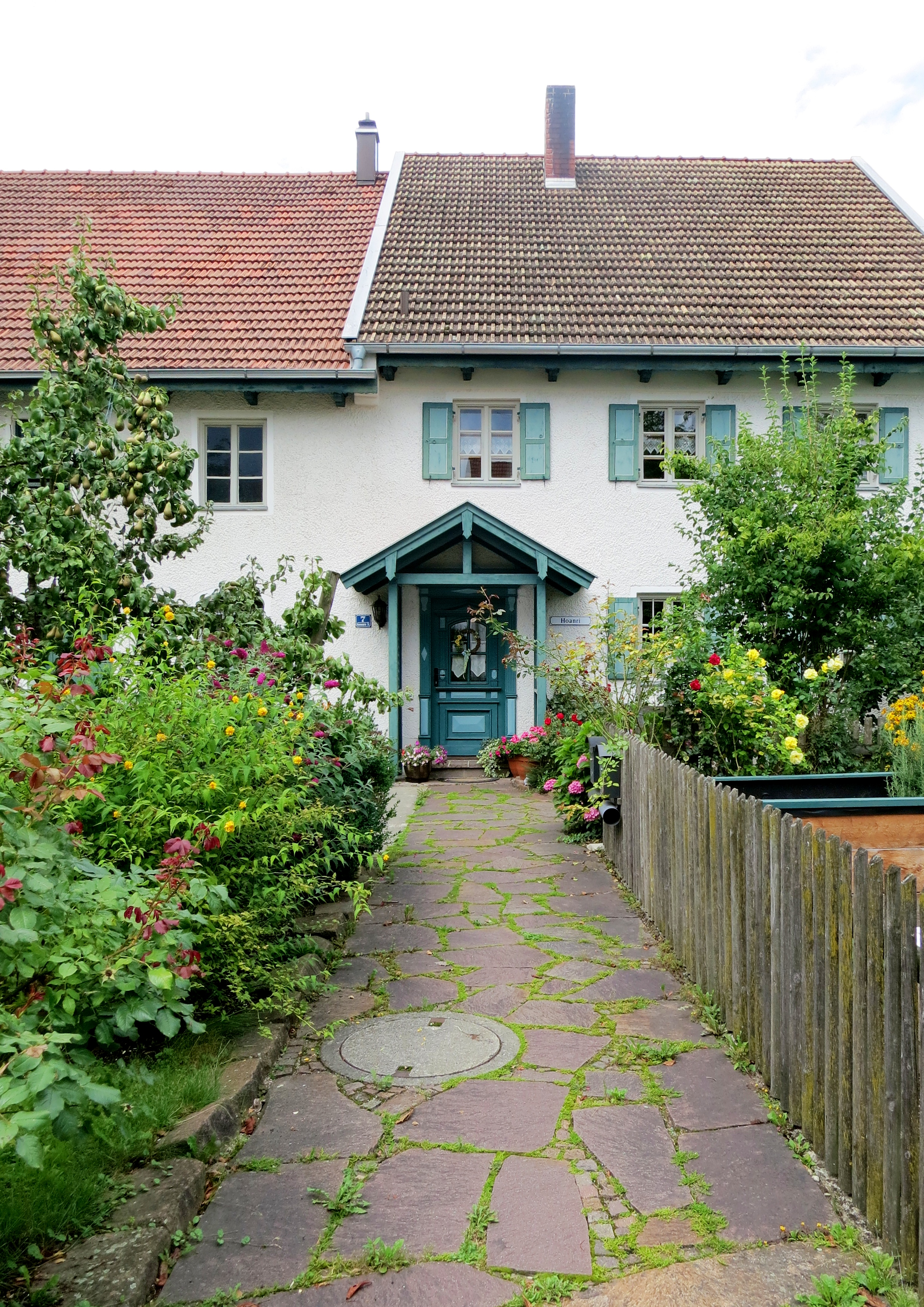
Eingang

Das ehemalige Bauernhaus Mammendorfer Straße 7 in Jesenwang, einer Gemeinde im oberbayerischen Landkreis Fürstenfeldbruck, wurde 1895 bis 1899 errichtet. Das Gebäude ist ein geschütztes Baudenkmal.
Der zweigeschossige Einfirsthof mit beidseitig vorgezogenem Traufgesims besteht aus einem Wirtschaftsteil aus dem Jahr 1895 und einem Wohnteil von 1899.